# Крістіан Рабб
Крістіан Рабб (10 листопада 2001 ) — угорський фехтувальник на шаблях, срібний призер Олімпійських ігор 2024 року, чемпіон Європи.

## Виступи на Олімпіадах
| Олімпіада  | Дисципліна     | Місце |
| ---------- | -------------- | ----- |
| Париж 2024 | командна шабля | 2     |